# Каледонски планини
Каледонските планини, или Северношотландски планини, представляват планинска система в Шотландия, която обединява 9 планини.

## География
Каледонските планини са осеяни с реки и планински езера. Релефът им се е образувал в последния Ледников период и се е запазил до наши дни. Тези краища са най-слабо населените в Обединеното кралство и по тази причина са слабо посещаеми.
- Най-висок връх – Бен Невис (1343 м)
- Най-големи езера – Лох Нес, Лох Лохи и Лох Морър

## Легенди
Преди са се носели легенди за троли и гноми, които живеят там и крадат млади девойки, отишли за гъби сами в планинската пустош. Тези истории допълват романтиката на това място.

## История
Заселници, идващи от Ирландия, и келтският народ пикти, живели по тези земи, образуват етническия състав на това място. Още през I век пр.н.е. тези племена влизали в кървав сблъсък по между си. Те желаели това кътче само за себе си и не го делели с никого. През X век се формирала клановата организация, като по-големи и силни кланове били Маклийд, Макалпин, Макмърдок и Маклауд. Тези кланове имали за цел да защитят планините и народа си от набезите на заселници и варвари. Те по един или друг начин успявали да се пазят и оцеляват, но през 1603 г., когато Англия и Шотландия обединяват троновете си, в Каледонските планини избухват въстания. Най-известното е на граф Мар, което е потушено от херцог Аргайл по жесток и кървав начин. След това събитие, известно като „прочистването на планините“, цялата област опустява и така продължава до днес.

## Интересно
- Каледонските планини са вдъхновили Феликс Менделсон да създаде своята „Шотландска Симфония“.
- В тези места все още има школи по гайда (традиционен инструмент за Шотландия).
- Носят се легенди за същество, което живее в планините и прилича на Биг Фут, но това не е доказано от никой учен. Наричат го Сивия човек от Бен Макун.
- В южното подножие на планините минава Каледонският канал, дълъг 95 км, който е връзка между Северно море и Атлантическия океан. Негов архитект е Томас Телфорд.

## Икономика
- Туризъм
- Селско стопанство
- Риболов
- Занаятчийство – вкл. изработка на уникални носии и гайди